# Baby Bitchka
Baby Bitchka ist ein deutsches Filmdrama von Anna Maria Roznowska aus dem Jahr 2020.

## Inhalt
Die junge Sascha driftet durch Berlin. Sie trinkt, will nur noch vergessen. Dabei begegnet sie dem fast 40 Jahre älteren Alex, der ähnlich verloren wirkt. Die beiden heiraten spontan und lassen sich in ihrer Verachtung für die Welt gemeinsam treiben, bis die zerstörerische Beziehung schließlich in einem Warschauer Hotel eskaliert.

## Produktion
Der unter dem Dach der Deutschen Film- und Fernsehakademie produzierte Film wurde in Berlin und Warschau gedreht. Am 23. Oktober 2020 kam er auf den 54. Internationalen Hofer Filmtagen zur Uraufführung.
Dort wurde Anna Maria Roznowska für den Förderpreis Neues Deutsches Kino und den Hofer Goldpreis für die beste Regie nominiert. 
Die Jury des First-Steps-Filmpreises nominierte Produzentin Tamara Erbe 2021 mit dem NO FEAR Award für Produktionsabsolventen und befand, Erbe habe „die Grundeigenschaft einer jeden Produzentin auf ein neues Level gehoben: Beharrlichkeit und Instinkt.“